# Галис-эпплгейт
Га́лис-э́пплгейт (Galice, Galice-Applegate) — мёртвый атабаскский язык, на котором раньше говорили народы галис и эпплгейт, которые проживали на юго-западе штата Орегон в США. Последний говорящий на языке умер в 1960-х годах.
Это один из языков орегонского атабаскского (толова-галис) кластера тихоокеанских атабаскских языков, который также включает языки тутутни, амква и толова.